# Web-baseret slideshow
Et web-baseret slideshow er, i daglig tale, et web-baseret dias-show, som afspilles eller præsenteres ved hjælp af en web-browser (på en hjemmeside). 
Som regel er web-baserede slideshows genereret af software man downloader, fra internettet, og kan være svære at ændre eller rette i. 
Andre slideshows tilbydes som skabeloner eller temaer, hvor man selv kan redigere billeder og udseende af slideshowet.
Et præsentationsprogram til web-baserede slideshows er normalt begrænset i funktioner og man skal købe den fulde version,
for at få alle funktionerne med.
Så kan man eventuelt skifte tema eller ændre baggrundesfarver og andet der har med slideshowets udseende at gøre.
Et web-baseret slideshow er typisk genereret til hjemmesider og produceret eller forfattet i HTML, JavaScript (jQuery) 
og CSS kode (filer).
Sommetider kan et slideshow være leveret med installations filer med dynamisk indhold (PHP) og database (SQL) og mulighed for billed-upload direkte fra en formular efter endt installation.